# Santiago Genovés
Santiago Genovés Tarazaga (n. 31 decembrie 1923, Ourense, Galicia, Spania – d. 5 septembrie 2013, Ciudad de México, Mexic) a fost un antropolog și explorator mexican, cunoscut pentru participarea sa la Expedițiile Ra I și Ra II (1969-1970), în cadrul cărora a navigat pe Oceanul Atlantic făcând parte din echipajul condus de către norvegianul Thor Heyerdahl.

## Biografie
Santiago Genovés Tarazaga s-a născut la data de 31 decembrie 1923 în orașul Orense din comunitatea autonomă Galicia (Spania). Odată cu imigrarea intelectualilor spanioli din Spania franchistă, părinții săi au imigrat și ei în Mexic, unde Santiago a fost naturalizat ca cetățean mexican. A efectuat studii la Școala de Medicină din Mexico City (1944-1947), la Școala Națională de Antropologie și Istorie din Mexico City (1950-1953), obținându-și în anul 1956 doctoratul în antropologie la Universitatea Cambridge din Anglia. 
Din anul 1956 activează ca cercetător titular în cadrul Universității Naționale Autonome a Mexicului (UNAM). Devine apoi profesor de antropologie și decan al Institutului de Cercetări Antropologice al UNAM. A fost secretar-general al Departamentului de Doctorate în Antropologie din cadrul UNAM (1959-1964), vicepreședinte al Academiei Mexicane de Științe (1963-1964), editor al Anuarului de Antropologie (1964-1969), membru al Comitetului Executiv al Asociației Americane a Antropologiștilor (1964-1967), președinte al Societății Mexicane a Biologilor Umani (1986-1988).
În anul 1969, exploratorul norvegian Thor Heyerdahl l-a invitat pe Santiago Genovés să navigheze pe nava de papirus Ra și apoi, în urma eșuării primei expediții, pe nava de papirus Ra II (1970), cu care a călătorit din Maroc și până în Barbados, traversând Oceanul Atlantic. De asemenea, a fost organizator și conducător al expediției "Acalli" (12 mai - 21 august 1973) de traversare cu o barcă cu o singură velă a Oceanului Atlantic și a Mării Caraibilor, din insulele Canare în insula Cozumel (Mexic). Scopul acestei călătorii era de a studia comportamentul uman în situații limită. Echipajul era format din șase femei și cinci bărbați provenind din diferite culturi.
Pentru participarea sa la expedițiile-experiment trans-atlantice, prof. Santiago Genovés a fost distins cu Ordinul de Malta, Ordinul Național de Merit al Nilului (Egipt), Pollena della Bravura (Italia), Ordinul Național Quissame Alaouite (Maroc) etc. Alte premii primite: Premiul I al Academiei Mexicane de Științe (1961), Premiul Internațional pentru Pace în memoria Papei Ioan al XXIII-lea (1968) și Premiul pentru promovarea și difuzarea științei (1991).   

## Activitatea publicistică
Profesorul Santiago Genovés a fost autor a aproximativ 250 de lucrări de specialitate, printre care și 14 cărți și peste 70 de articole tratând teme cum ar fi: diferențele sexuale; determinarea sexului, a vârstei și a staturii în Epoca de Piatră; omul preistoric în America; rasă și rasism; paleoantropologie și evoluție umană; agresiune și violență; comportament uman etc. 
Pe lângă lucrările științifice, el a publicat eseuri despre Luis Buñuel, Prados, Franz Kafka, Marcel Proust, James Joyce, George Orwell și Pablo Picasso. 
A fost autorul filmului "Pax?" (1968, 76 min), având ca bază cartea sa "Is Peace Inevitable? Aggression, Evolution and Human Destiny". De asemenea, este autorul filmelor de desene animate "Muscle and Culture" (1968, 7 min.) și "The World Cup of Peace" (1986, 5 min), amândouă în colaborare cu Dick Williams.